# ジーン・エストリル
ジーン・エストリル（Jean Estoril, 1915年2月11日 - 1998年5月14日）は、イギリスのヤングアダルト作家。

## 概略
本名・メイベル・エスター・アラン（Mabel Esther Allan）。ウィラル半島のワラジーに生まれ、チェシャに移る。父は商人。8歳で作家になる決心をし、父は机とタイプライターを与えた。1930年にいくつかの短編を書いたが、第二次世界大戦のため執筆は中断する。婦人陸軍部隊に参加しリヴァプールの学校で教えた。1945年に『グレン城の秘密』を出版社に送り、48年に刊行された。ジーン・エストリルの筆名では「ドリーナバレエシリーズ」を、ほかにプリシラ・ヘイゴンやアンナ・ピルグリムの筆名を使い数百冊の小説を書いた。

## 日本語訳
- ドリーナバレエシリーズ　偕成社

1. 『バレエへの夢』島田三蔵訳 1978.9
2. 『白鳥のように』島田三蔵 訳. 1978.9
3. 『のびゆく悩み』島田三蔵訳. 1978.10
4. 『バレエひとすじに』谷村まち子訳. 1978.10
5. 『バレリーナの道へ』谷村まち子 訳. 1978.11
6. 『はじめての愛』谷村まち子 訳. 1978.11
7. 『夢ははてしなく』片岡しのぶ訳. 1981.8
8. 『南国の花園』片岡しのぶ 訳. 1981.11
9. 『愁いの湖畔』片岡しのぶ 訳. 1982.2
10. 『巡業の旅へ』片岡しのぶ 訳 1982.4